# Koźmice Wielkie
Koźmice Wielkie – wieś w Polsce, położona w województwie małopolskim, w powiecie wielickim, w gminie Wieliczka.
| SIMC    | Nazwa       | Rodzaj    |
| ------- | ----------- | --------- |
| 0340954 | Bugaj       | część wsi |
| 0340960 | Kopce       | część wsi |
| 0340977 | Podjanowice | część wsi |
| 0340983 | Równica     | część wsi |
| 0340990 | Spławy      | część wsi |
| 0341008 | Sroczyce    | część wsi |
| 0341014 | Zalesie     | część wsi |
| 0341020 | Zawidze     | część wsi |

W latach 1954–1972 wieś należała i była siedzibą władz gromady Koźmice Wielkie. W latach 1975–1998 miejscowość administracyjnie należała do województwa krakowskiego.
Od czasów rozbiorów do roku 1976 miejscowość była siedzibą gminy Koźmice Wielkie. Część wsi Bugaj do 1934 roku była gminą jednostkową.
Koźmice Wielkie to największa wieś gminy Wieliczka. Położona nad górnym biegiem rzeki Wilgi, przy drodze z Wieliczki do Dobczyc i Myślenic. Leży na terenie Pogórza Wielickiego. Gleba średnio urodzajna, III i IV kategorii glebowej.
Wierni kościoła rzymskokatolickiego należą do parafii w Koźmicach Wielkich oraz Gorzkowie i Janowicach.
W Koźmicach Wielkich urodził się Józef Kurek żołnierz AK.